# Robert Förstemann
Robert Förstemann (Greiz, 5 de marzo de 1986) es un deportista alemán que compite en ciclismo en la modalidad de pista, especialista en la prueba de velocidad por equipos.
Participó en los Juegos Olímpicos de Londres 2012, obteniendo una medalla de bronce en la prueba de velocidad por equipos (junto con René Enders y Maximilian Levy).
Ganó cinco medallas en el Campeonato Mundial de Ciclismo en Pista entre los años 2007 y 2015, y nueve medallas en el Campeonato Europeo de Ciclismo en Pista entre los años 2010 y 2017.

## Medallero internacional
| Juegos Olímpicos   | Juegos Olímpicos           | Juegos Olímpicos  | Juegos Olímpicos      |
| Año                | Lugar                      | Medalla           | Competición           |
| ------------------ | -------------------------- | ----------------- | --------------------- |
| 2012               | Londres (Reino Unido)      | Medalla de bronce | Velocidad por equipos |
| Campeonato Mundial |                            |                   |                       |
| Año                | Lugar                      | Medalla           | Competición           |
| 2007               | Palma de Mallorca (España) | Medalla de bronce | Velocidad por equipos |
| 2009               | Pruszków (Polonia)         | Medalla de bronce | Velocidad por equipos |
| 2010               | Ballerup (Dinamarca)       | Medalla de oro    | Velocidad por equipos |
| 2014               | Cali (Colombia)            | Medalla de plata  | Velocidad por equipos |
| 2015               | Saint-Quentin (Francia)    | Medalla de bronce | Velocidad por equipos |
| Campeonato Europeo |                            |                   |                       |
| Año                | Lugar                      | Medalla           | Competición           |
| 2010               | Pruszków (Polonia)         | Medalla de oro    | Velocidad por equipos |
| 2011               | Apeldoorn (Países Bajos)   | Medalla de oro    | Velocidad por equipos |
| 2013               | Apeldoorn (Países Bajos)   | Medalla de oro    | Velocidad por equipos |
| 2013               | Apeldoorn (Países Bajos)   | Medalla de plata  | Velocidad individual  |
| 2014               | Baie-Mahault (Francia)     | Medalla de oro    | Velocidad individual  |
| 2014               | Baie-Mahault (Francia)     | Medalla de bronce | Velocidad por equipos |
| 2015               | Grenchen (Suiza)           | Medalla de bronce | Velocidad por equipos |
| 2016               | Saint-Quentin (Francia)    | Medalla de bronce | Velocidad por equipos |
| 2017               | Berlín (Alemania)          | Medalla de plata  | Velocidad por equipos |